# Matt Walker (batterista)
Matt Walker (1969) è un batterista statunitense, turnista per diversi gruppi tra cui Filter, The Smashing Pumpkins e Morrissey, oltre ad essere stato il sostituto abituale di Butch Vig dei Garbage in tre dei loro tour (2002, 2016, 2019).

## Biografia
Walker iniziò la sua carriera a Chicago a metà degli anni '80, quando cominciò a suonare la batteria per le band locali della città, per poi unirsi ai Filter nel 1994. Fino al 1996 Walker fu in tour con i Filter per promuovere l'album Short Bus. I Filter andarono poi in tournée con gli Smashing Pumpkins in Europa e quando il batterista dei Pumpkins Jimmy Chamberlin fu licenziato dopo un'overdose di eroina, Walker fu assunto per sostituirlo. Concluse il tour Mellon Collie and the Infinite Sadness con la band (1996-1997) e tutte le date fino all'inizio del tour Adore. Walker ha anche registrato la canzone The End Is the Beginning Is the End con la band nella colonna sonora ufficiale del film Batman & Robin, oltre a diversi brani nell'album degli Smashing Pumpkins Adore. Ha lavorato anche con il frontman degli Smashing Pumpkins Billy Corgan alla colonna sonora del film Ransom - Il riscatto e con il chitarrista della stessa band James Iha all'album solista di Iha Let It Come Down.
Nel 1998, la band di Walker, Cupcakes, firmò con la DreamWorks Records e Walker lasciò i Pumpkins per registrare l'album dei Cupcakes.
Walker fu sostituito dal batterista di John Mellencamp, Kenny Aronoff, per il tour "Adore" degli Smashing Pumpkins. Walker, tuttavia, suonò di nuovo con la band nel loro ultimo spettacolo prima del loro primo scioglimento, il 2 dicembre 2000. Ha suonato le percussioni in una versione alternativa del brano Muzzle e la batteria in 1979, mentre il batterista originale Jimmy Chamberlin suonava la chitarra acustica.
Walker ha collaborato con molti artisti tra cui Ashtar Command (con l'ex membro dei Filter, Brian Liesegang, e Chris Holmes).
Matt ha co-creato la band Impossible Recording Machine con Jim Dinou.
Nel 2002, Matt sostituì Butch Vig ammalatosi durante il tour europeo dei Garbage.
Nel 2003 pubblica un album con la band Beautiful Assassins, intitolato Preamp, per l'etichetta Positron! Records.
Nel 2005, ha suonato nell'album dei Garbage, Bleed Like Me, e ha anche registrato e fatto un tour con Billy Corgan per promuovere l'album solista, TheFutureEmbrace.
Walker suona la batteria con Morrissey dal 2006, collaborando nei suoi album Years of Refusal, Swords, World Peace Is None of Your Business, Low in High School e I Am Not a Dog on a Chain .
Walker è stato anche membro della band the MDR (the Most Dangerous Race), che apparve nell'album tributo del 2007 MySpace/SPIN Smashing Pumpkins eseguendo Signal to Noise, una canzone inedita degli Smashing Pumpkins.
Ritornò agli Smashing Pumpkins come percussionista durante le date di Chicago del loro tour per il 20° anniversario, nel novembre e dicembre 2008.
Durante la pausa dagli impegni con Morrissey, Matt scrive canzoni e si esibisce con lo pseudonimo "of1000faces" con vari cantanti e musicisti. Nel 2009, con il suo vero nome, Walker ha co-scritto con Adam Ant e il chitarrista di Morrissey/Ant Boz Boorer, oltre a suonare la batteria, il brano Marrying The Gunner's Daughter, traccia che dal cui titolo è tratto quello dell'album del 2013 di Ant, Adam Ant Is the Blueblack Hussar in Marrying the Gunner's Daughter .
Walker si è esibito con gli Smashing Pumpkins in un concerto di beneficenza al Metro di Chicago, nel luglio 2010, per il bis di 1979.
Nel 2016, Walker sostituì nuovamente Butch Vig durante la prima tappa del tour europeo dei Garbage, così come per l'intera tappa europea del loro tour del 2019.

## Strumentazione
In un'intervista del 2010, Matt ha dichiarato di utilizzare solo piatti Zildjian. Il suo kit di batteria varia a seconda del materiale su cui sta lavorando, ma ha utilizzato un kit Gretsch USA Custom da 6 pezzi.

## Vita privata
Matt e Charlotte Walker vivono in un sobborgo di Chicago con i loro tre figli.